# Battaglione

Il simbolo in codice NATO APP-6A per indicare un battaglione di fanteria

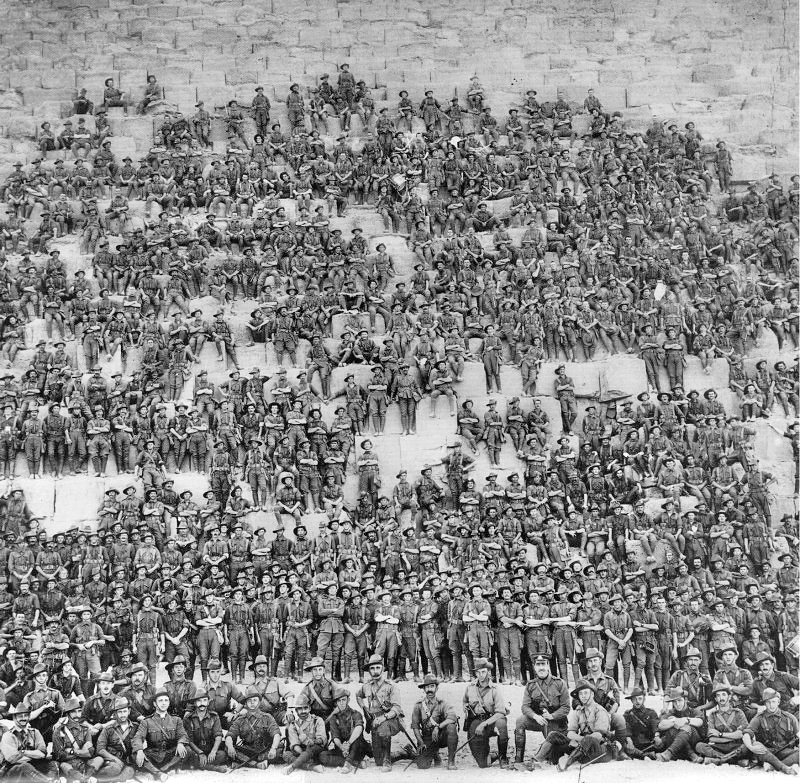
Foto di gruppo dei membri di un battaglione di fanteria australiano durante la prima guerra mondiale.

Il battaglione è un'unità militare terrestre organica, generalmente composta da un numero di uomini compreso tra i 500 e i 1 000; un battaglione raggruppa più compagnie, e a sua volta più battaglioni sono raggruppati in un reggimento o in una brigata. Un battaglione è comandato da un ufficiale avente di solito il grado di tenente colonnello o maggiore (più raramente colonnello).
Nell'ambito dell'arma di cavalleria il battaglione è denominato, a seconda dell'ordinamento, "gruppo squadroni" o "squadrone", mentre per l'arma di artiglieria viene denominato "gruppo".
Nell'aeronautica militare con la denominazione "gruppo" si indica un insieme di 2 o più squadriglie.

## Origine
I primi battaglioni furono costituiti all'inizio dell'età moderna come raggruppamenti temporanei di varie compagnie messi in piedi per specifiche missioni, con un organico che arrivava anche a 8 000 uomini, per poi evolvere nel corso del XVIII secolo in strutture permanenti di 6-8 compagnie per un totale di circa 1 000 soldati. Nel corso del 1700 i battaglioni divennero le unità tattiche di base, con il livello superiore del reggimento che fungeva solo da unità amministrativa: il battaglione divenne la formazione più piccola capace di operazioni indipendenti, anche se necessitante di una fonte esterna di rifornimenti nel caso di azioni prolungate per più di qualche giorno.
Il battaglione nacque come unità monoarma, cioè con tutte le sue compagnie appartenenti al medesimo tipo (ad esempio tutte di fanteria o tutte di mezzi corazzati); solo dopo il periodo della prima guerra mondiale vennero formati dei battaglioni pluriarma, mettendo assieme compagnie dotate di equipaggiamenti o specialità differenti (ad esempio, compagnie di carri armati e compagnie di fanteria motorizzata o meccanizzata).

## Struttura
Un battaglione è costituito da un numero variabile di soldati (di solito da 500 a 1 000 uomini per un'unità di fanteria, da 30 a 50 mezzi per un'unità corazzata) in funzione della composizione e del numero delle compagnie. Il numero è influenzato anche dal tipo di arma sul quale l'unità è basata: in un battaglione di fanteria le compagnie saranno formate da 100-120 soldati circa, mentre in un battaglione corazzato una compagnia sarà formata da 12-14 veicoli, ognuno con 3-4 uomini di equipaggio, per cui si avranno da 36 a 56 soldati; per fare un esempio, negli anni 2000 per un battaglione corazzato statunitense di 52 carri su 44 veicoli per squadrone, 3 compagnie corazzate più una comando da 2 carri e supporti, con 4 uomini di equipaggio per un carro come lo M1 Abrams, l'organico totale arrivava a 343 soldati.
Un numero variabile di battaglioni (di solito due o tre) formano un reggimento o una brigata, secondo l'ordinamento previsto dalle forze armate dei singoli paesi; in alcuni ordinamenti è prevista la figura del "gruppo di battaglione", un'unità tattica di solito creata ad hoc assemblando un normale battaglione con compagnie e unità specializzate prelevate da altre formazioni.
Il battaglione è normalmente comandato da un ufficiale superiore, un tenente colonnello o alle volte un maggiore, dotato di un piccolo stato maggiore.